# Geschichte der Stadt Memmingen

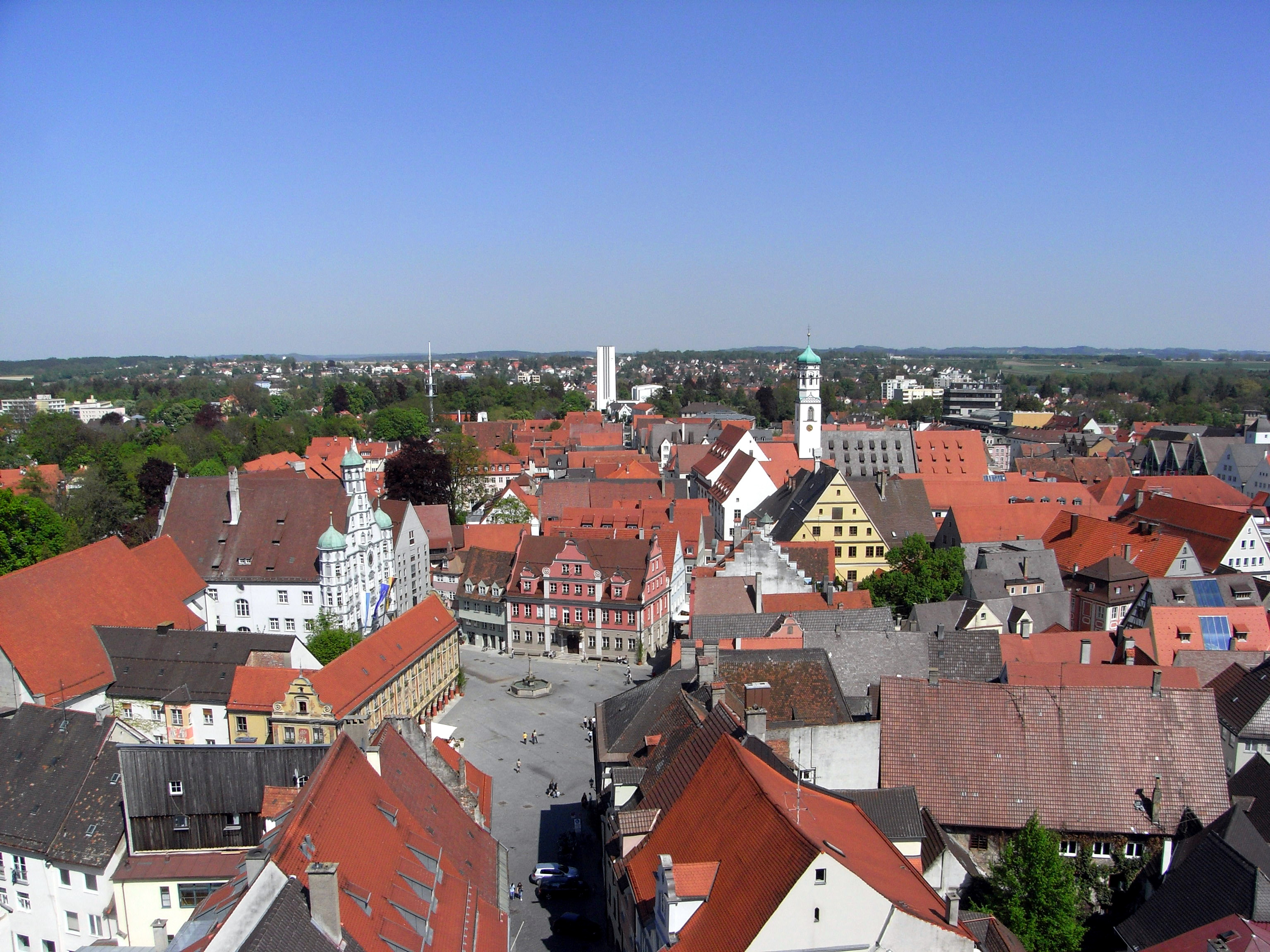
Der Memminger Marktplatz, die Geburtsstätte der Stadt

Die Geschichte der Stadt Memmingen umfasst mehr als zwei Jahrtausende. Der Raum Memmingen ist bereits seit der Jungsteinzeit besiedelt. Erste Bauten wurden aus der römischen Zeit nachgewiesen. Die erste urkundliche Erwähnung der Stadt fand 1128 statt. Bis 1191 war sie in welfischen, danach in staufischem Besitz, von 1268 bis 1803 Freie Reichsstadt. Seit dem Reichsdeputationshauptschluss gehörte die Stadt erst zum Königreich Bayern, später zum Freistaat Bayern. Oberzentrum wurde Memmingen im Jahr 1993 und ist seitdem für den oberschwäbischen, grenzübergreifenden Raum der Region Donau-Iller als solches nach dem Landesentwicklungsplan zu entwickeln.

## Frühgeschichte (bis 8. Jahrhundert n. Chr.)

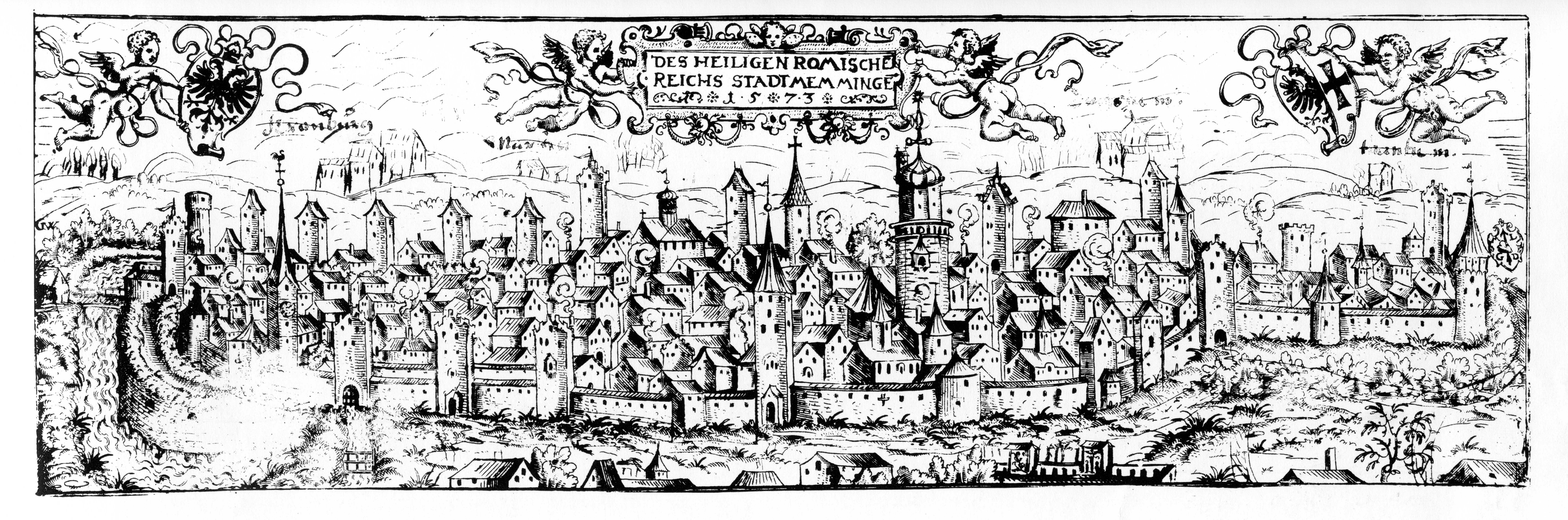
Die älteste noch erhaltene Stadtansicht von 1573

Auf dem Gebiet der späteren Stadt Memmingen befand sich schon in der Römerzeit ein kleiner Wacht- und Siedlungsposten. In Frage kommen die Orte Cassiliacum oder Viaca. Reste davon befinden sich unter der St.-Martins-Kirche und dem Antonierkloster. Im nahe gelegenen Stadtteil Amendingen wurden ebenfalls mehrere römische Mauerreste entdeckt. Ob nach Abzug der Römer direkt ein neuer Herr die Siedlung übernahm, kann nicht gesagt werden. Die patronymischen Ortsnamen (zu denen der Name Memmingen zählt) wurden etwa vom 4. bis ins 8. Jahrhundert gebildet. In den 150 Jahren ab 500 n. Chr. ist daher sehr wenig von der Besiedelung der Fluren bekannt. Lediglich ein paar Gräber befinden sich im Bereich des heutigen Amendingen und Besiedelungsspuren im Bereich Ferthofen an der Iller. Eine Vorgängerkirche der Marienkirche kann vor 500 anhand von früheren Fundamenten datiert werden. Da der Bereich des Klosters St. Gallen kurz vor Memmingen endete, müssen vor allem Unterlagen über die Fluren im Kloster Augsburg vorhanden gewesen sein. Durch die häufige Zerstörung der Augsburger Bibliothek gingen allerdings einzigartige und unwiederbringliche Dokumente verloren. Aufgrund der Endung -ingen, welche zur ersten Schicht der Ortsnamen in Schwaben gehört, kann allerdings von einer Namensgebung im 4. bis 5. Jahrhundert ausgegangen werden. Dadurch ist ziemlich sicher, dass im 5. Jahrhundert eine alemannische Siedlung gegründet wurde. Der Namensgeber, der Alemanne Mammo, war Namensgeber für viele Siedlungen (unter anderem für Hohenmemmingen, Mammendorf und Mamming). Ab dem 7. Jahrhundert wird ein fränkischer Königshof vermutet. Der Name Memmingen ist vermutlich auf einen Königshof bei der Siedlung des Mammo zurückzuführen. Im Laufe der Zeit verschwand nach und nach die Siedlung und nur der Name blieb bestehen. Man geht davon aus, dass sich die Siedlung des Mammo am heutigen Autobahnkreuz befunden hat, der Königshof befand sich vermutlich im heutigen Stadtkern in der Nähe des Marktplatzes. 1990 wurden bei Notgrabungen nur bis zur Elefantenapotheke Reste von Asche gefunden. Diese Ascheschicht stammt vermutlich von der Zerstörung Memmingens durch Friedrich II. von Schwaben im Jahre 1130.

## Mittelalter bis 17. Jahrhundert

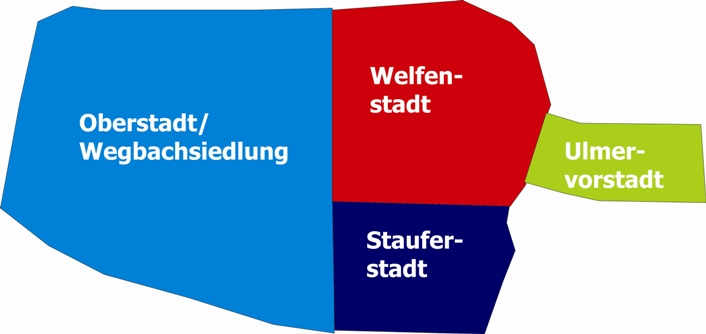
Die einzelnen Entwicklungsstufen der Stadt Memmingen

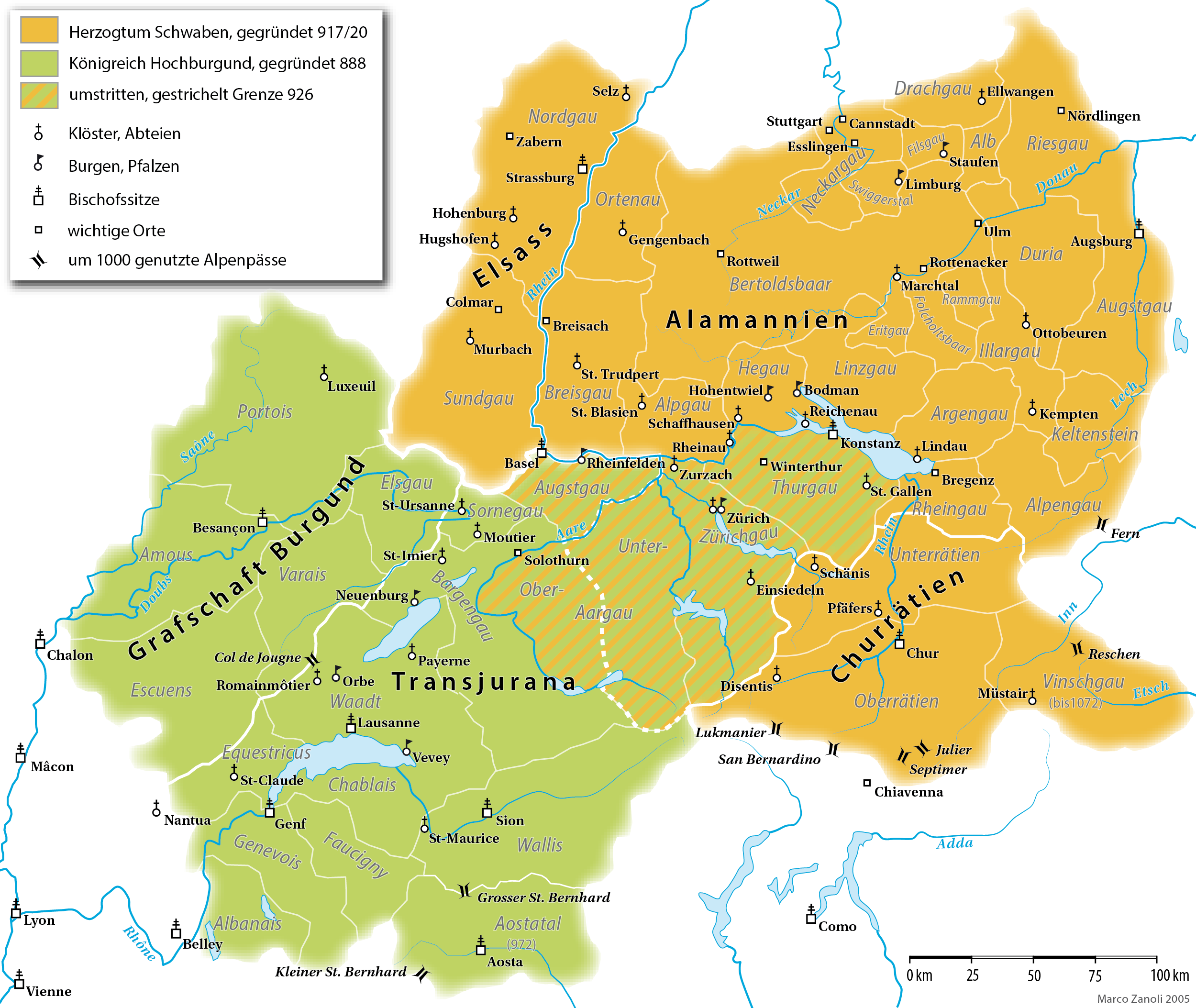
Das Herrschaftsgebiet des Milden Welfs

Durch die Einäscherung Memmingens durch Friedrich II. von Schwaben im Jahre 1130 wird erkennbar, dass Memmingen zu dieser Zeit anscheinend schon eine sehr große Bedeutung für die Welfen hatte, da Friedrich mit Sicherheit keine solche Aktion für irgendeine kleine Bauernsiedlung unternommen hätte, auch unter der Prämisse, dass es Ravensburg und Altdorf (heute Weingarten) genauso getroffen hat wie Memmingen. Die heute mit Nachweisen belegbare Siedlung befand sich im Bereich des Antoniterklosters. Dort wurde 1991 ein Grubenhaus gefunden, in dem Reste eines Webstuhles nachgewiesen werden konnten.
Durch die Salzstraße aus Böhmen, Österreich und München nach Lindau und die Italienstraße aus Norddeutschland in die Schweiz und nach Italien erlangte der Handelsposten zunehmende Bedeutung. Erstmals erwähnt wurde der Ort „Mammingin“ im Jahre 1128, als die Verhandlung eines Streitfalles und ein Landtag von 1099 erwähnt wurden. Diese Aussage besagt auch gleichzeitig, dass Memmingen für die Welfen bereits eine große Relevanz hatte, da Landtage nur in machtpolitischen Zentren stattfanden. Diese Urkunde wurde im Kloster Ochsenhausen verfasst. Der Ort Memmingen ist relativ schnell zur Stadt herangewachsen. Ausgrabungen 1991 im Bereich des Antoniterklosters und des Marktplatzes belegen anhand von gefundenen Keramikscherben, dass die Besiedelung im 9. Jahrhundert noch relativ spärlich gewesen sein muss. Im 11. und 12. Jahrhundert ist allerdings ein hohes Bevölkerungswachstum nachzuzeichnen. Bereits 1142 siegelte Heinrich der Löwe in der „Villa nostra Maemingen“. Kurz darauf, im Februar 1151, trafen sich in der Stadt Heinrich der Löwe, Welf VI., der Stauferherzog Friedrich III. von Schwaben, Graf Adolf II., Graf Gottfried von Ronsberg sowie mehrere staufische und welfische Ministeriale, um einen Kompromiss im andauernden Streit zwischen den Welfen und den Staufern zu finden. Dieses Ereignis zeigt auf, welch hohen Rang der Ort bereits zu dieser Zeit gehabt haben muss. Bereits zu dieser Zeit müssen in der Herrenstraße hohe welfische Ministeriale gewohnt haben. Die vielen Namenszusätze „von Memmingen“ unter dieser Bevölkerungsschicht lassen diesen Schluss zu. Im Jahr 1158 wurde Memmingen durch Herzog Welf VI. zur Stadt erhoben. Die ersten Befestigungsanlagen wurden jedoch schon um das Jahr 1000 erbaut, wenn auch nur mit Gräben und Holzpalisaden. Diese wurden 1991 bei Grabungen gefunden und nachgewiesen. Die erste Klostergründung vor den Toren der Stadt stiftete 1167 mit dem Schottenkloster der „milde Welf“. Durch den Tod des kinderlosen Herzogs ging die Stadt 1191 an den Staufer Konrad, den Bruder Kaiser Heinrichs VI. über.
1214 wurde das Antoniterkloster (in Memmingen „Antonier“) gegründet. Es war vermutlich das zweite Kloster des Ordens auf deutschem Boden. Konradin von Hohenstaufen starb 1268 in Neapel. Damit fiel die Stadt zurück an das Reich. 1286 wurde die Stadt durch Rudolf I. von Habsburg freie Reichsstadt und damit direkt dem Kaiser unterstellt. Bereits Anfang des 13. Jahrhunderts wurde die alte Welfenstadt zu klein. Deshalb wurde bis 1268 die Stauferstadt mit in die Stadtbefestigung einbezogen.
Die Zeit vom 14. bis ins 16. Jahrhundert war die Blütezeit der freien Reichsstadt. Dies zeigt sich vor allem in der regen Bautätigkeit, dem Handel und dem Aufblühen der Kultur. 1347 wurde der erste Bürgermeister neben dem Ammann erwähnt.

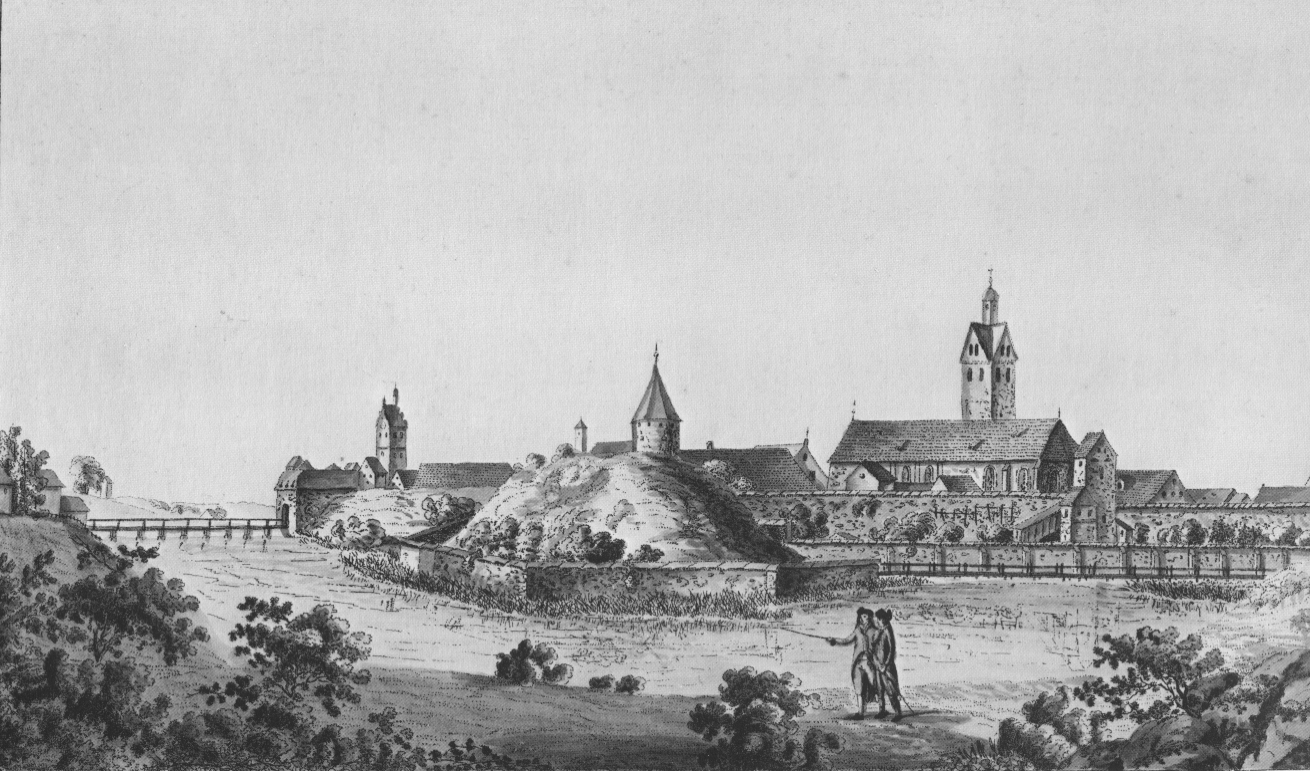
Das große Rondell vor der Frauenkirche in der alten Wegbachsiedlung

1348 wurde die Stadt von der großen Pestepidemie heimgesucht. Die Bevölkerungszahl schrumpfte merklich. Dies wurde, wie in vielen anderen Reichsstädten den Juden angelastet. Diese wurden im November des Jahres ermordet und verbrannt, ihr Besitz wurde in Beschlag genommen. Am 20. Juni 1349 verzieh Kaiser Karl IV. der Stadt. Größere jüdische Ansiedlungen gab es weiterhin in Ravensburg, Augsburg und Ulm. 1373 gab Kaiser Karl IV. die Erlaubnis, Juden für sechs Jahre in der Stadt Memmingen zu schirmen. 1401 und 1414 wurde eine Judensteuer erwähnt, die an den König abzugeben war. Eine formelle Einbürgerung eines Juden ist aus dem Jahr 1427 erhalten. Der Rat nahm einen Juden namens Vryn aus Günzburg für fünf Jahre gegen 2 Gulden Steuer und 8 Gulden Beitrag zum Stadtaufbau auf. Gleichzeitig musste er sich verpflichten, bei Geldgeschäften nur drei Heller pro rheinischen Gulden und Woche zu erheben. Bei Ausleuten konnte er vier Heller verlangen. 1428 gab es einen gleichartigen Vertrag mit einem Laemblin, einem Juden aus Zürich. 1431 wurden die Jüdinnen Kungund und Fröd steuer- und baugeldfrei aufgenommen, lediglich ein Wachgeld mussten sie entrichten. Für das Jahr 1524 lassen sich keine Juden in der Stadt nachweisen. Die Stadt erließ eine restriktive Ordnung gegen sie und gebot den Bürgern, „gar nichtz mit den Juden zu hanndeln, Unnd kain Juden herein zu lassen, dann sie seyen ainer gemaind beschwärlich.“ Vermutlich war dies gegen die Ansiedlung der Juden im nahen Amendingen gerichtet. Die Bürger sollten keine Finanz- und Handelsbeziehungen mit Juden unterhalten. Am 17. März 1531 entschied aber der Rat der Stadt, dass Juden in Begleitung eines Stadtknechtes gegen Bezahlung und durch ein „gelbes Ringlein“ gekennzeichnet, tagsüber in die Stadt kommen durften. Kaiser Karl V. erwirkte ein Privileg, das es Juden verbot, Memminger Bürgern ohne das Wissen des Rates Geld zu leihen. Bei Nichteinhaltung wurde den Juden Kerkerhaft und den Memminger Bürgern die Ausweisung aus der Stadt angedroht.
Um 1340 wurden die sogenannte Wegbachsiedlung, auch Oberstadt genannt, und das Gerberviertel mit der alten Welfenstadt durch einen Mauergürtel verbunden. Dadurch entwickelten sich auch in der Oberstadt Handel und Gewerbe prächtig. Diese Ummauerung war um 1380 abgeschlossen, die Tore wurden mit dem Lindauer Tor (1371) und dem Kempter Tor (1395) erst später vollendet. Für diese Aufgabe erließ der Kaiser teilweise Vorschriften für Zölle und andere Abgaben.

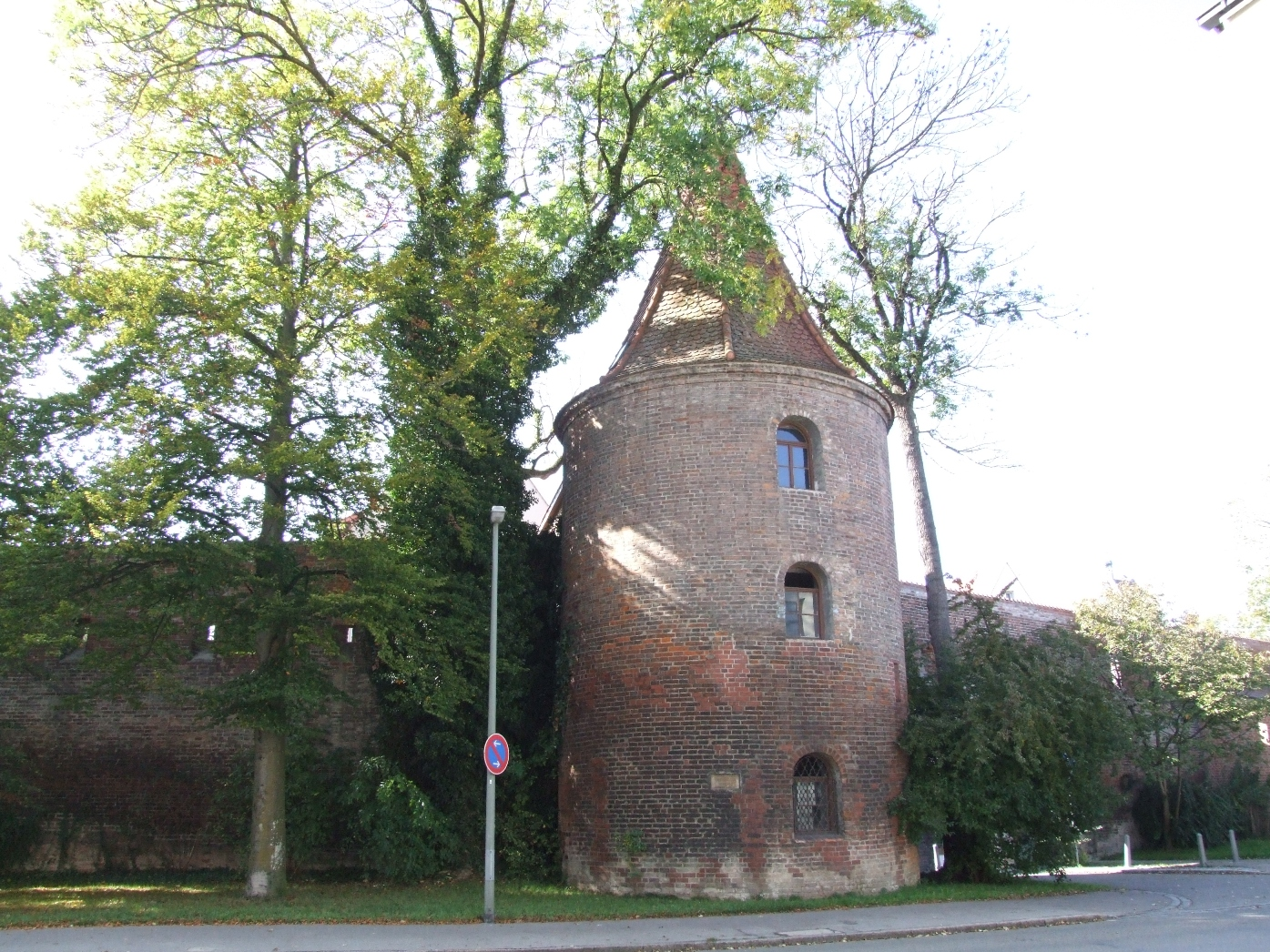
Der 1471 erbaute Bettelturm

Im 15. Jahrhundert schloss sich die Memminger Handelsfamilie Vöhlin mit der Augsburger Handelsfamilie Welser zur Großen Deutschen Kompanie zusammen. Diese Handelsgesellschaft unternahm auch die erste Handelsfahrt nach Venezuela. Durch die vermögenden Kaufleute wurde die Kunst gefördert und so entstanden in Memmingen viele Meisterwerke deutscher Mal- und Schnitzkunst.
Zwei Memminger Juden leisteten 1429 eine Bürgschaft für sechs in Ravensburg gefangen genommene Juden. Dies ist zugleich auch die letzte Nachricht über Juden in den Stadtchroniken und Schriften des ausklingenden Mittelalters. Die erste Mädchenschule in Deutschland wurde 1435 in Memmingen eingerichtet. 1445 wurde die Stadt letztmals mit einem Mauergürtel erweitert. Hierbei wurden das Ulmer Tor sowie vier neue Türme (Bettel-, Schwalbenschwanzturm, Weißer Mehlsack, Luginsland) errichtet. Der Luginslandturm war bis zu seinem Abbruch der höchste Turm der Stadtbefestigung, was ihm auch seinen Namen gab.

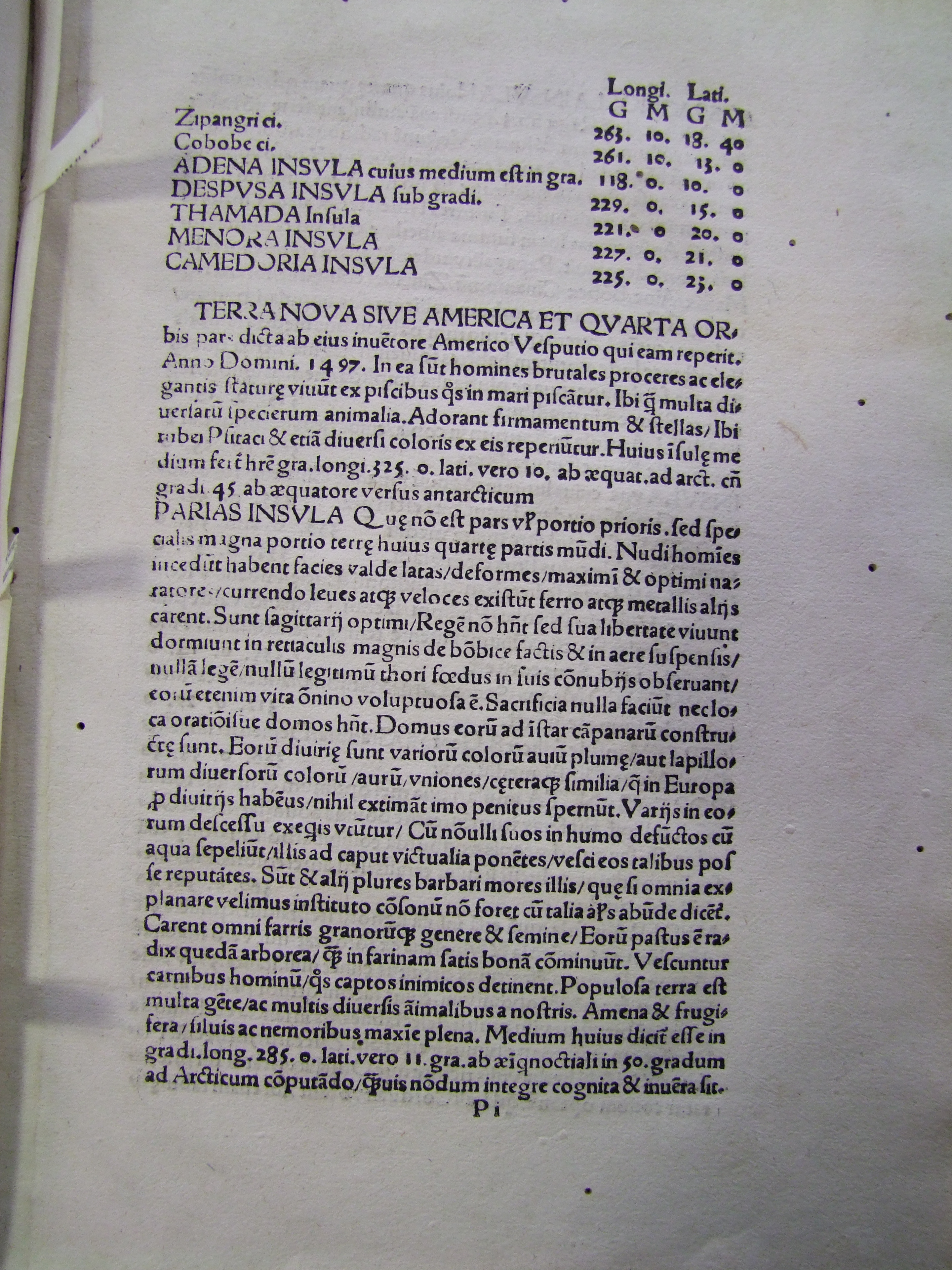
Jacob Stoppels Repertorium in formam alphabeticam

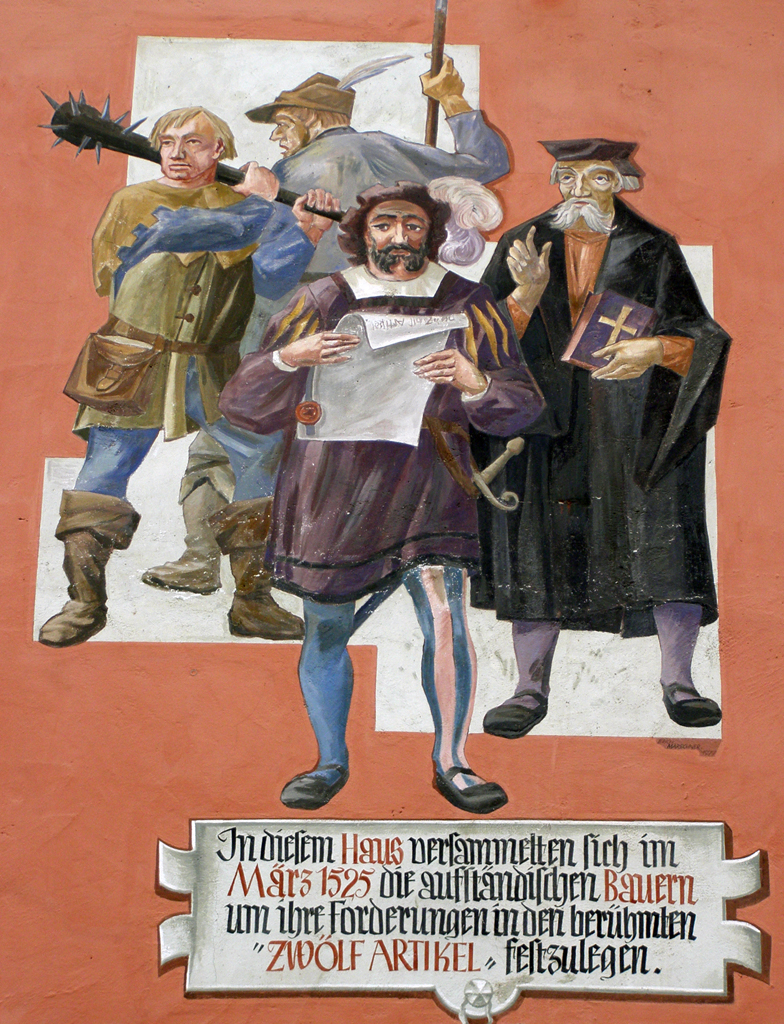
Die Verkündigung der Zwölf Artikel

1475 entschloss sich die Stadt, anstatt des bisherigen Wächterhäuschens den Einlaß zu bauen. Dieses Tor war bis zum Wegfall der Nachtsperre der einzige Weg, um nach Torschluss in die Stadt zu gelangen. 1478 wurde in der Stadt eine Papiermühle durch Peter Fort errichtet. Dadurch konnte 1480 eine Druck-Offizin durch Albrecht Kunne aus Duderstadt eingerichtet werden. In diesem Offizin entstanden bis 1520 rund 200 Drucke. Unter anderem wurde 1519 dort erstmals weltweit das Wort „America“, als Bezeichnung des neuen Kontinents in Memmingen gedruckt (Jacob Stoppls Repertorium in formam alphabeticam…).
Kaiser Friedrich III. besuchte die Stadt 1485 und übernachtete im Künershaus. Er wurde vom Rat der Stadt mit Bargeld, Silbergeschirr, Wein, 150 Fischen und vielem mehr beschenkt. Im 15. und 16. Jahrhundert besuchte Kaiser Maximilian I. die Stadt insgesamt 13 mal. Er nannte sie auch seine „Ruh- und Schlafzell“. Wegen der engen Beziehung zur Stadt ernannte er auch den wohl größten Künstler der Stadt, Bernhard Strigel, zu seinem Haus- und Hofmaler, der ihn erstmals 1504 porträtierte. Zu dieser Zeit entstand auch das Chorgestühl in St. Martin, das zu den bedeutendsten Chorgestühlen Deutschlands zählt.
1505–1506 nahm die Große Deutsche Kompanie bei der ersten Handelsfahrt von Portugal nach Indien mit zehn Schiffen teil, von denen zwei von den Vöhlins aus Memmingen gestellt wurden. Ab 1513 wurde in Memmingen die Reformation eingeführt. Anfänglich war sie eine vom Volk ausgehende Bewegung. Nach der Memminger Disputation gewann sie an Fahrt. Die Bevölkerung Memmingens verbündete sich im Bauernkrieg mit den aufständischen Bauern. Deshalb hielten die oberschwäbischen Bauernhaufen ihre Versammlung in Memmingen ab und gründeten dort auch ihre Christliche Vereinigung. Am 20. März 1525 proklamierten die aufständischen Bauern in der Kramerzunft ihre 12 Artikel, die erste Erklärung der Menschenrechte weltweit.
Am 9. Juni 1525 besetzten Truppen des Schwäbischen Bundes die Stadt. 200 Reiter und 700 Landsknechte leiteten das Ende der Erhebung des „gemeinen Mannes“ in Memmingen ein. Gemeint war damit der Deutsche Bauernkrieg, den der Einmarsch von Truppen des Schwäbischen Bundes in Memmingen beendete. Die Reichsstadt wurde noch einen Monat lang vom Obergünzburger Haufen belagert. Mitte Juli 1525 brachen weitere Truppen des Reichserbtruchsesses Georg von Waldburg-Zeil, genannt der Bauernjörg, den Widerstand des „gemeinen Mannes“. Bei der Begrüßung der Bundtruppen durch die Ratsdelegation der Stadt erklärten die Hauptleute Diepold von Stein, Eitelhans Sigmund von Berg und Linhard von Gundelsheim, dass sie beauftragt seien, gegen die Prediger und andere Anführer vorzugehen. Sebastian Lotzer war bereits Ende April nicht mehr auffindbar und Schappeler konnte mit 40 weiteren Bürgern der Stadt in Richtung St. Gallen fliehen. Er betrat Memmingen nie mehr. Zwei Bürger und drei Bauern und einen Monat später nochmals drei Bürger und zwei Bauern wurden mit dem Schwert hingerichtet. Das Ansinnen des Bundes kurz nach dem Einmarsch, die Häuser der geflohenen Bürger abzureißen, ihr Vermögen einzuziehen und ihre Frauen und Kinder zu verbannen, wurde vom Rat der Stadt verhindert. Der Rat hatte den Schwäbischen Bund zur militärischen Unterstützung gerufen. Sowohl die äußere Bedrohung durch die Bauern als auch die innere Bedrohung, ausgehend von Prädikanten und radikalen Bürgern war im Herbst 1525 nach dem Ende des Bauernaufstandes gebannt. Am 4. Mai 1526 entsandte Memmingen ein Truppenkontingent nach Salzburg, um dem Schwäbischen Bund Gehorsam zu leisten. Im Gegenzug willigte der Bund ein, dass die oberschwäbischen Städte wieder die Blutgerichtsbarkeit über flüchtige Personen erhielten. Gegen Missstände des Klerus ging man vor und verwies alle „Pfaffendirnen“ aus der Stadt. Die Messe konnte gelesen werden, Vigilien durften wieder gehalten werden und der Ritus der römischen Kirche wurde in vollem Umfang zugelassen.
Der größte Maler Memmingens des Mittelalters, Bernhard Strigel, starb 1528. Die Stadt gehörte im Jahr 1529 zu den Vertretern der protestantischen Minderheit (Protestation) am Reichstag zu Speyer. Ihre Bürgerschaft forderte die ungehinderte Ausbreitung des evangelischen Bekenntnisses.

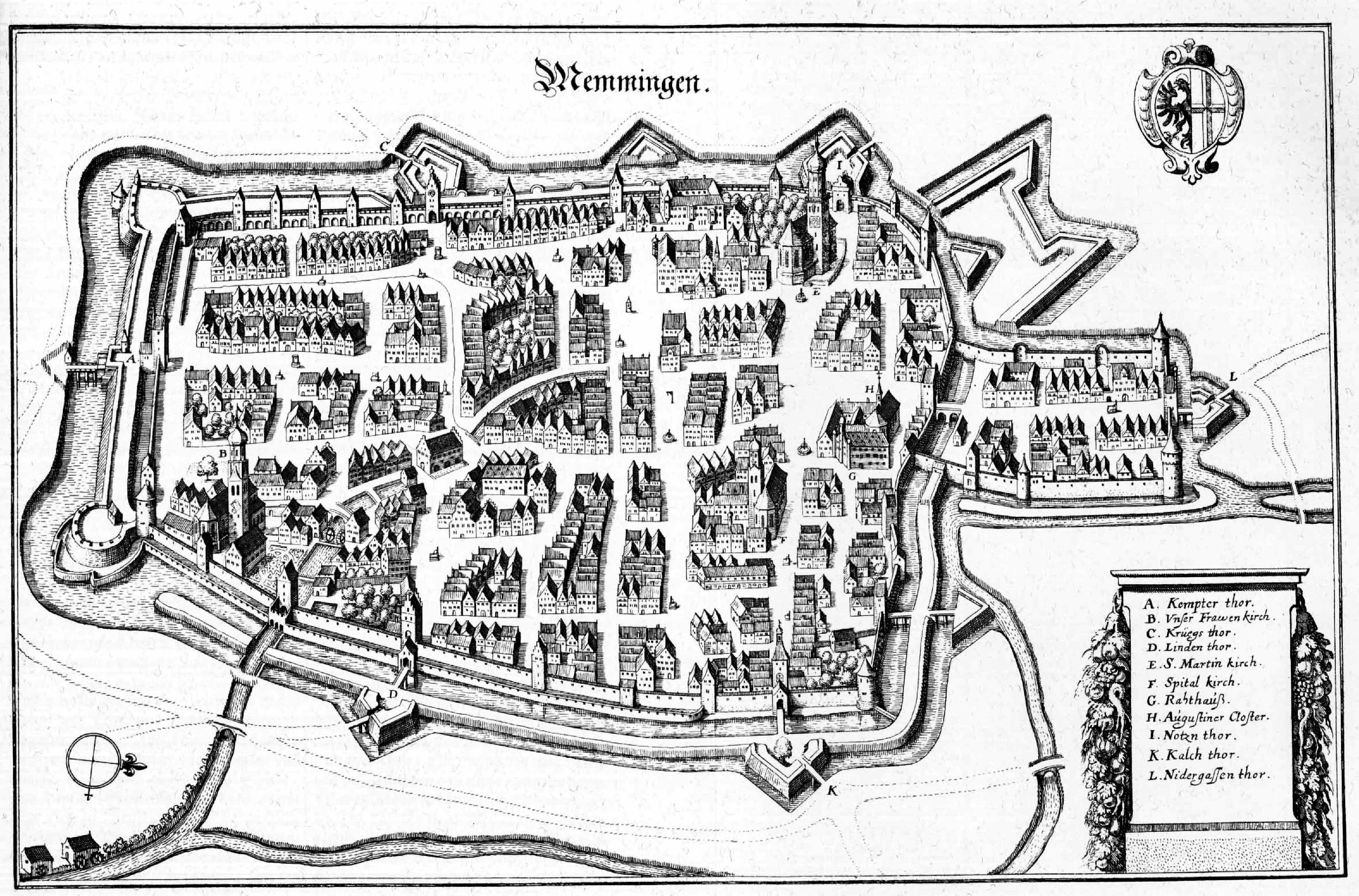
Memmingen um 1650, Kupferstich von Merian

Memmingens „goldenes Zeitalter“ mit seinen erfolgreichen Handelsgesellschaften und Gewerben endete 1550. Der Gegensatz zwischen dem Haus Habsburg und der französischen Dynastie der Valois hemmte den traditionellen Handel mit Norditalien und dem Mittelmeerraum. Durch die Entdeckung Amerikas verlagerte sich das Geschehen auf den atlantischen Handel und die nördlichen Seehäfen. Die türkische Expansion und die erste große Belagerung der Donaustadt Wien durch eine osmanische Armee von 100.000 Mann erforderte die ganze Konzentration des Reichsheeres. Daraus ergaben sich höhere Steuerlasten für die Stadt. Traditionelle Absatzmärkte im Donauraum, vor allem in Ungarn, brachen weg und Handelswege verschlossen sich der Stadt für Jahrhunderte. Memmingen schloss sich ein und wurde zu einem regionalen Zentrum. Die umliegenden Reichsstädte Ulm und Augsburg überflügelten Memmingen um ein Vielfaches.
Der erste Hexenprozess fand in Memmingen 1566 vor einem weltlichen Gericht gegen einen Hexer namens Hayder statt. Es folgten zahlreiche weitere, wobei die Aufzeichnungen über die genaue Anzahl unklar sind. 1607 fand ein Weberaufstand in der Reichsstadt statt.

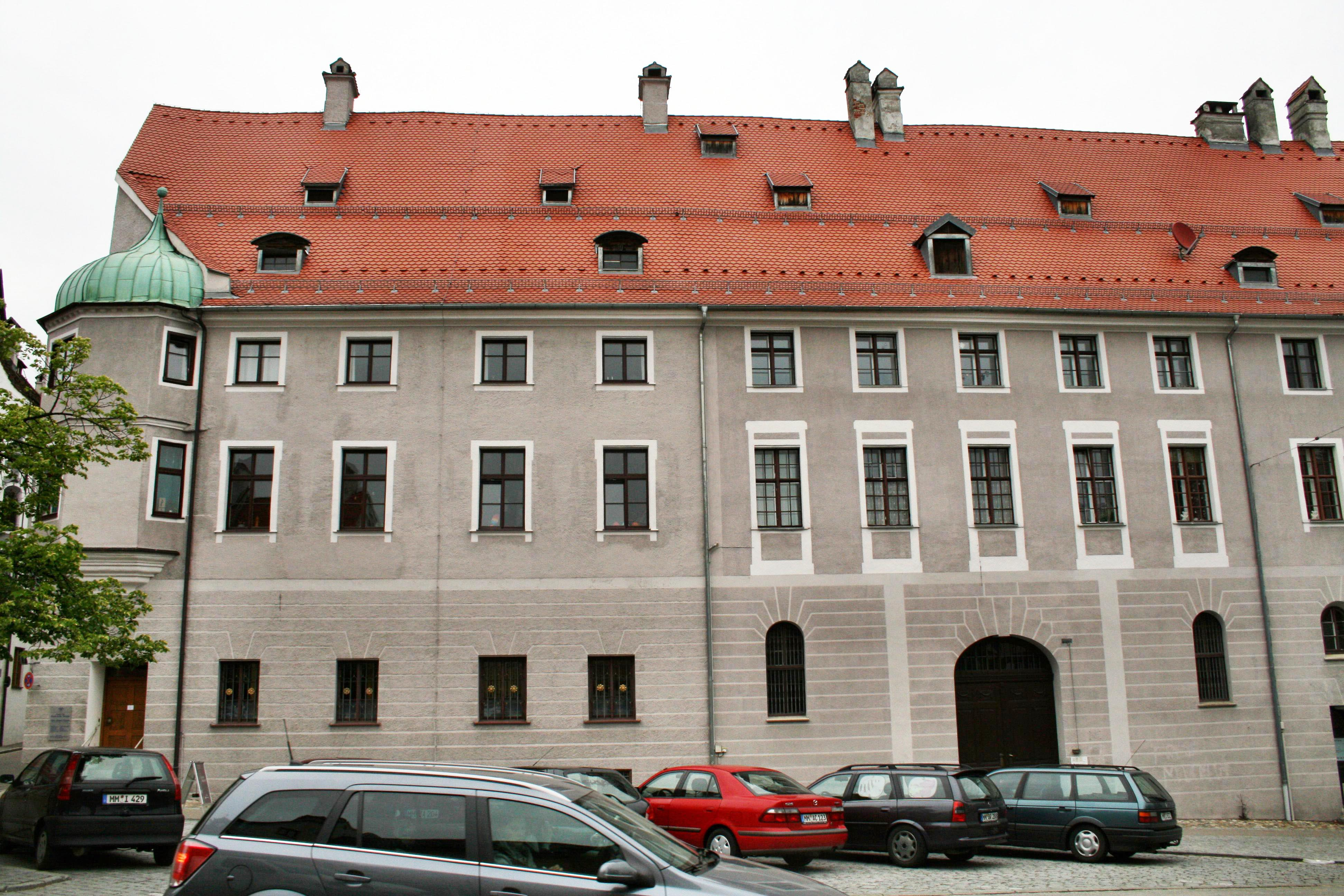
Handelshaus der Fugger in Memmingen

1630 rückte die Stadt wieder in den Blickpunkt der europäischen Politik, als der kaiserliche Generalissimus im Dreißigjährigen Krieg, Albrecht von Wallenstein, am 9. Juni in die Stadt einzog und dort mitsamt seinem großen Hofstaat für vier Monate im Fuggerbau seine Residenz aufschlug. Er empfing Gäste und Gesandtschaften wie den päpstlichen Nuntius Rocci, den Vertrauten Kardinal Richelieus, Père Joseph, und Prinz Ulrich von Dänemark. Festessen und Turnierspiele wurden veranstaltet. In der Stadtchronik heißt es: „Es hat Glück und Heyl gewest!“. Die Wallensteinfestspiele erinnern an diese Zeit. Auf dem Kurfürstentag in Regensburg wurde Wallenstein im Juli 1630 dennoch als Oberbefehlshaber der kaiserlichen Armee abgesetzt.
Am 16. April 1632 besetzte eine schwedische Abteilung von 1000 Mann unter Oberstleutnant William Gunn aus dem Korps des Generalmajors Patrick Ruthven die Stadt Memmingen. Ruthven stationierte in der Stadt bis zum Juni noch weitere 2000 Mann und erwartete die Ankunft des schwedischen Königs Gustav Adolf, der am 4. Juni 1632 mit weiteren starken Heeresverbänden in der Reichsstadt eintraf, sich ebenfalls im Fuggerbau einquartierte, bald aber wieder nach Bayern abzog. Erneut kam es im Frühjahr 1634 zu einer Belagerung der Stadt durch schwedische Truppen des Feldmarschalls Gustaf Horn, die bei Buxach und Amendingen lagerten. Die Belagerer hoben Laufgräben aus, die vom Westertor bis zum großen Hornwerk zwischen Wester- und Niedergassentor mit der großen Schanze reichten. Am 12. April wurde die Vorwerke vor dem Niedergassentor mit 4 halben Kartaunen beschossen, die aus Augsburg und Ulm herbeigeholt waren. Abends am 13. April wurde die große Schanze erstürmt, wobei es auf beiden Seiten 250 Tote gab. Am 14. April wurde die Stadt vom Kommandanten Gerhard Graf von Arco an die Schweden übergeben, wobei 400 Mann der Garnison zu den Schweden übergingen.
1635 wurde die Stadt von den kaiserlichen Truppen belagert und eingenommen.

## 18. Jahrhundert bis zum Zweiten Weltkrieg
1702 belagerten bayerische Truppen die Stadt und eroberten sie. Dadurch wurde Memmingen erstmals bayerisch. In dieser Zeit entstanden auch die noch existierende Rote Kaserne und die mittlerweile verschwundene Schwarze Kaserne an der Südseite der Stadtmauer. Es wurde geplant, Memmingen zur Festung auszubauen, was jedoch am Kriegsverlauf scheiterte. Wären die Pläne ausgeführt worden, wäre Memmingen in zukünftigen Kriegen praktisch uneinnehmbar geworden. Von der bayerischen Regierung erhielt Memmingen 1711 das Monopol für den bayerischen Salzhandel.

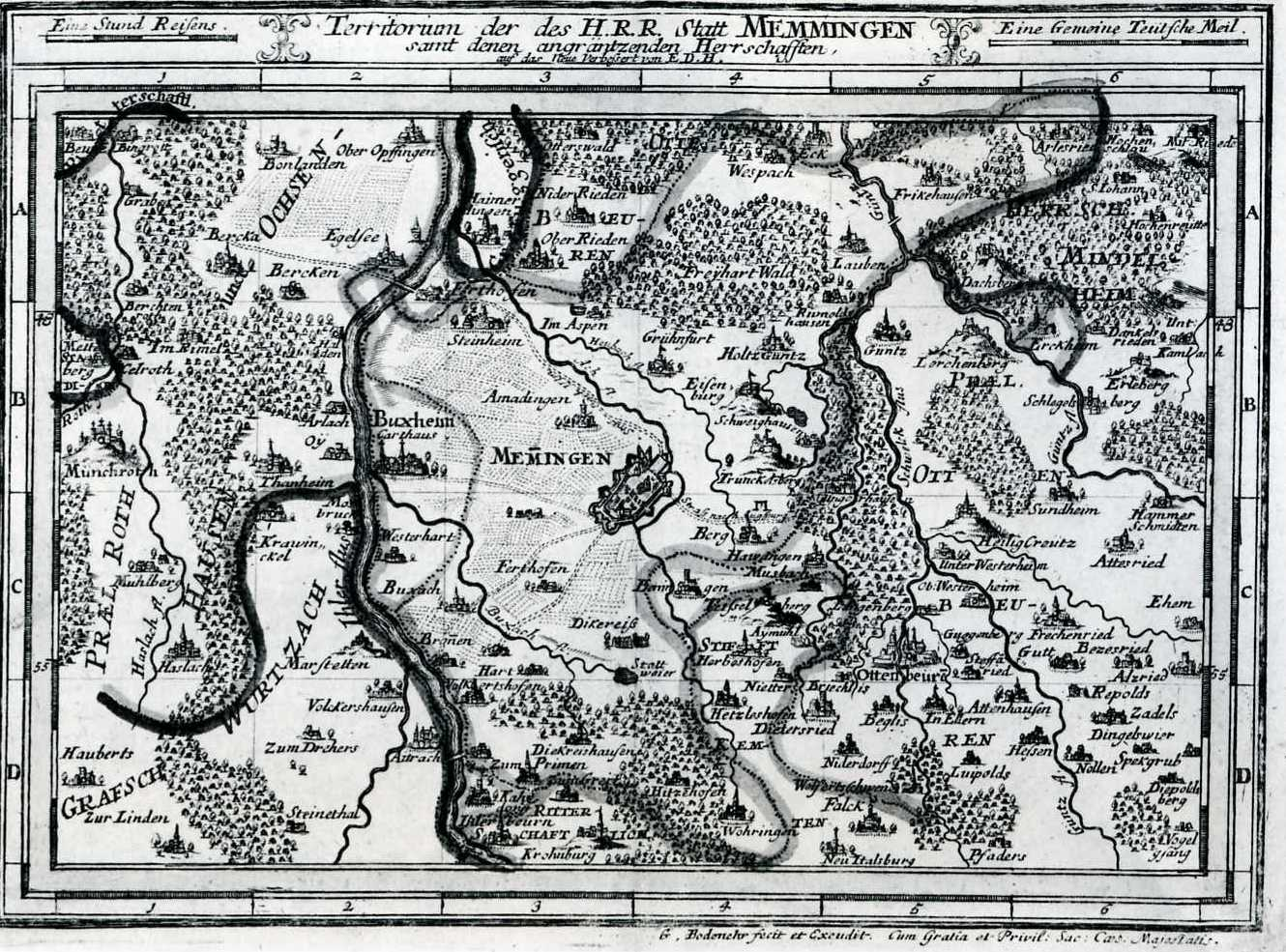
Das Memminger Territorium im Jahre 1717

1745 wurden die Künersberger Fayencen gegründet. Sie galten zu ihrer Zeit als eine der größten Fayencen-Manufakturen Deutschlands. Heute kann man die Fayencen z. B. im Schloss Nymphenburg im Stadtmuseum und in München besichtigen. Der gebürtige Memminger Fernhandelskaufmann Benedict von Herman war der erste und einzige Guldenmillionär in Schwaben. Er besaß die größte deutsche Firma in Venedig.
1799 wurde die Stadt in Stöcke aufgeteilt. Kurz danach, 1802 wurde sie von den napoleonischen Truppen besetzt und 1803 im Rahmen der Mediatisierung nach dem Reichsdeputationshauptschluss dem Kurfürstentum Bayern einverleibt. Die Bitten der Stadtoberen und des Reichskanzleidirektors von Lupin konnten ebenso wenig ausrichten wie bei den anderen Reichsstädten. Die letzte Belagerung erlebte die Stadt 1805. Die französischen Truppen hatten den Befehl erhalten, alle Verteidigungsanlagen der Stadt zu schleifen. Auf Bitten der Bürgerschaft und des Reichskanzleidirektors von Lupin verschonten sie jedoch den Großteil der Anlagen. Nur die fünf größten und wichtigsten Türme der Stadtmauer fielen Napoleon zum Opfer (Luginsland, Weißer Mehlsack, Hafendeckelturm und zwei Türme an der Ost-Südseite der Stadtmauer zwischen dem Kempter- und Lindauertor, der am besten befestigten Stelle der Stadt). Ebenso mussten sämtliche Schanzen und Mauervorbauten weichen.
Am 7. Juni 1834 wurde vor 20.000 Schaulustigen Ursula Brandmüller enthauptet. Es war die letzte öffentliche Hinrichtung in Memmingen. Auch zu dieser Zeit war Memmingen bekannt für sein Kunsthandwerk. So ließ sich beispielsweise der letzte Zar von Russland bei dem in Memmingen ansässigen Kunstschlosser Amann in der Zwinggasse das noch erhaltene schmiedeeiserne Eingangstor für seine Residenz in St. Petersburg fertigen. Nachdem sämtliche Bemühungen Memmingens um einen Bahnanschluss bei der bayerischen Regierung auf taube Ohren gestoßen waren, entschloss sich die Stadt, selbst eine Eisenbahnstrecke zu bauen. Am 13. September 1861 erhielt Memmingen die Konzession für die Illertalbahn, die bei Neu-Ulm von der Staatsbahn abzweigte und flussaufwärts bis nach Kempten führte. Der erste Abschnitt von Ulm bis Memmingen konnte am 12. Oktober 1862 eröffnet werden, der zweite von Memmingen nach Kempten am 1. Juni 1863.
1872 wurden die letzten aktiven Meistersinger Deutschlands in Memmingen aufgelöst. Vor allem durch die aufkommenden Männerchöre wurde diese jahrhundertealte Tradition aufgegeben. Herausragender Künstler dieser Zeit war der Kunstschreiner Leonhard Vogt. Er restaurierte unter anderem das Chorgestühl von St. Martin auf für diese Zeit einzigartige Weise so, dass Altes erhalten blieb und nicht einfach durch Neues ersetzt wurde. Auch den neugotischen Altar in St. Mang schuf er. Im 19. Jahrhundert gab es in Memmingen auch wieder eine jüdische Gemeinde. Die Juden kamen vor allem aus den oberschwäbischen Gemeinden wie Fellheim und Osterberg. Nach der Zerstörung des jüdischen Friedhofs im Mittelalter wurde 1875 der noch bestehende Friedhof in der Gasse Am Judenfriedhof angelegt. Auf vier Grabfeldern sind insgesamt 140 Gräber vorhanden. Auch ein Kriegsgefallenendenkmal für die gefallenen Memminger Juden im Ersten Weltkrieg steht auf dem Friedhof.
Im 19. Jahrhundert war ein langsamer wirtschaftlicher Niedergang zu beobachten, der sich erst 1862 mit dem Bau der Illertalbahn verlangsamte. Der Bahnbau war damals vom Königreich Bayern nicht erwünscht. Nach langen und zähen Verhandlungen mit München wurde kein Kompromiss gefunden, so dass die Stadtbevölkerung wieder einmal das Vorhaben in die eigene Hand nahm. Sie entschloss sich, den Bahnbau selbst zu finanzieren. Als erstes Teilstück wurde die Strecke nach Ulm eröffnet. Dies führte zu einer neuen wirtschaftlichen Blüte. Allerdings wurde hierbei auch fast der gesamte Ostteil der Stadtmauer samt Toren und Türmen geopfert, nur der Pulverturm hat in verbauter Weise überlebt. Den Zenit erreichte die Zahl der jüdischen Memminger Bürger im Jahre 1895 mit 231 Personen. 1900 erhält der Memminger Wilhelm Ammann den „Grand Prix“ bei der Weltausstellung in Paris.
1908 wurde ein 1904 vor den Toren der Stadt errichteter Aussichtsturm nach Otto von Bismarck benannt. Mit dem Bismarckturm erinnerte Memmingen wie viele andere Städte an den ersten deutschen Reichskanzler. Der Memminger Bismarckturm steht noch, wenngleich die mittlerweile hoch gewachsenen Bäume die Aussicht versperren.
In den Jahren 1927–1929 wurde der größte Kirchenbau zwischen dem Ersten und dem Zweiten Weltkrieg in Deutschland in Memmingen geschaffen. St. Josef fungierte aber bis nach dem Zweiten Weltkrieg lediglich als Stadtkirche, die Pfarrkirche war bis dahin St. Johann Baptist am Marktplatz.
Noch 1928 wurde in der Bayerischen Israelitischen Gemeindezeitung die Stelle eines Religionslehrers, Kantors und Schochet ausgeschrieben. Es sollte sich um eine reichsdeutsche Person mit einer entsprechenden seminaristischen und akademischen Bildung handeln. Die Anstellung erfolgte nach dem Beamtenrecht des Verbandes Bayerischer Israelitischer Gemeinden.
1929 erfolgte die erste Asphaltierung einiger Memminger Straßen.

## Memmingen in der NS-Zeit

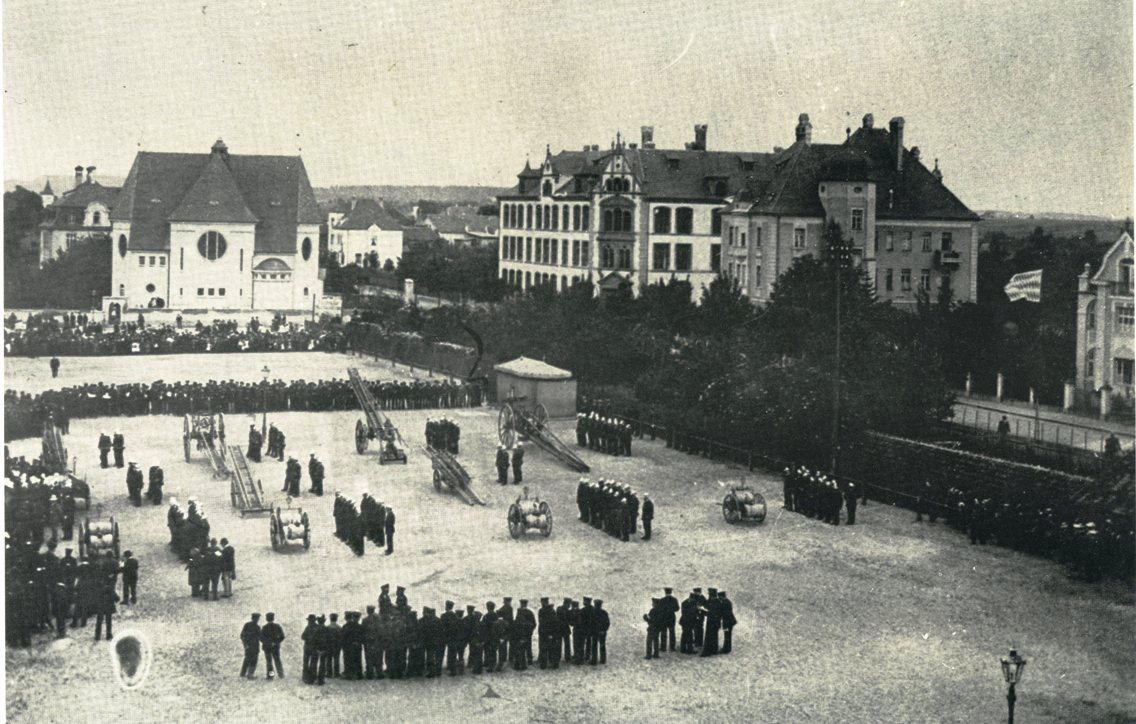
Memminger Synagoge

Nach der Machtergreifung der Nationalsozialisten 1933 wurde die Stadt von der NSDAP mit dem Bürgermeister Heinrich Berndl geführt. Adolf Hitler wurde die Ehrenbürgerschaft der Stadt verliehen (wie in fast allen deutschen Städten). Es gab auch einen Adolf-Hitler-Platz in der Stadt.

### Jüdische Gemeinde
Nachdem 1933 noch 161 Juden in der Stadt gelebt hatten, waren es 1940 nur noch ungefähr 40. Die meisten sind ausgewandert (67), teilweise auch in andere Gemeinden umgezogen (37). Den Juden der Stadt war es ab 1936 verboten, den städtischen Schlachthof zu benutzen. Der Wirtschaftsboykott wurde von der Stadtbevölkerung besonders heftig durchgeführt. Dadurch mussten die jüdischen Gemeindemitglieder sehr schnell ihre Häuser und ihren sonstigen Besitz verkaufen. Im Sommer 1939 mussten die letzten Gemeindemitglieder (ungefähr 60) in fünf Häusern wohnen und 1941 die noch lebenden 40 Menschen in ein Haus mit zwei Wohnungen umziehen. Im Frühjahr 1942 wurden 25 Juden aus Memmingen nach Fellheim gebracht, von dort deportiert und in den Konzentrationslagern im Osten des Reiches getötet.
Die am 8. September 1909 feierlich eröffnete Synagoge am Schweizerberg wurde im Novemberpogrom 1938 zerstört. Der aus Augsburg kommende Zerstörungsbefehl wurde vom Memminger NSDAP-Kreisleiter umgesetzt. Die jüdischen Bürger der Stadt wurden festgehalten, das Gemeindearchiv beschlagnahmt. Vor der Zerstörung der Synagoge wurden alle Wertgegenstände daraus entfernt. Sie wurde mit TNT-Sprengstoff gesprengt und von der Stadtbevölkerung abgebrochen. Daran beteiligten sich auch Schulkinder mit ihren Lehrern. Die Kosten in Höhe von 12.000 Reichsmark musste die jüdische Gemeinde übernehmen. Ein Gedenkstein am Platz der früheren Synagoge erinnert an dieses Ereignis. Auch das Haus des jüdischen Religionslehrers wurde zerstört, ebenso weitere 23 Wohnhäuser und drei Geschäfte in der Kramer-, Herren- und Moltkestraße.

### Zweiter Weltkrieg
Während des Zweiten Weltkriegs blieb Memmingen nicht vor Luftangriffen der Alliierten verschont. Am 18. Februar 1943 hielt Joseph Goebbels seine berühmte Rede im Berliner Sportpalast, in dem er den totalen Krieg ohne Rücksicht auf Opfer in der Zivilbevölkerung ankündigte. Dies hatte auch Folgen für Memmingen. Ein primäres kriegswichtiges Ziel war der Fliegerhorst Memmingerberg der Luftwaffe im nahen Memmingerberg. Der erste Großangriff auf den Horst fand am 18. März 1944 statt.
Bei zwei Bombenangriffen auf die Stadt selbst, die am 20. Juli 1944 und am 9. April 1945 stattfanden, wurde fast die gesamte südliche Altstadt und das Gerberviertel dem Erdboden gleichgemacht. Ein dritter Großangriff auf die Stadt fand kurz vor Kriegsende am Geburtstag des Führers am 20. April 1945 statt. Insgesamt wurden über 30 % der Wohnbebauung zerstört, darunter auch Gebäude wie das Siebendächerhaus, das jedoch sofort abgestützt und so vor der totalen Zerstörung bewahrt wurde. Auch das Bahnhofsviertel wurde völlig zerstört. So kam Memmingen zu seinem dritten Bahnhofsbau, der bis zum Ende des 20. Jahrhunderts stand. Durch die Bombardierungen verloren 630 Menschen ihr Leben. 635 Gebäude wurden ganz oder zum Großteil zerstört. 300 Wohnungen wurden total zerstört und 975 schwer beschädigt. 437 mal wurde in den letzten 16 Kriegsmonaten Fliegeralarm bzw. Vorwarnung gegeben.
Am Hühnerberg gab es das Kriegsgefangenenlager Stalag VII B, in dem über 1250 Gefangene untergebracht waren. Teilweise mussten sie auf Turnhallen ausweichen, da das Lager überfüllt war. Krankheiten breiteten sich dort nicht flächendeckend aus, dies spricht für eine relativ gute Hygiene im Lager.
Am 25. April 1945 erreichten Meldungen die Stadt, dass die Amerikaner bei Kellmünz und die Franzosen westlich von Bad Wurzach standen. Da man von der französischen Armeé de Choc mit ihrem zusammengewürfelten Kontingenten nichts Gutes erwarten konnte, hoffte man allgemein, dass die Amerikaner früher nach Memmingen kämen als die Franzosen an die Iller. Die Stadt wurde dann kampflos von Oberbürgermeister Dr. Berndl am 26. April 1945 um 16:45 Uhr an die vorrückenden Streitkräfte der Vereinigten Staaten übergeben. Ca. 1000 Panzergrenadiere mit 40 bis 80 schweren Panzern und 100 motorisierte sonstige Wagen der 10. Panzerdivision der United States Army unter dem Oberkommando von General George S. Patton rückten von Heimertingen kommend in die Stadt ein. Die Amerikaner verhielten sich gegenüber der Zivilbevölkerung korrekt und es kam nur zu geringfügigen Plünderungen. Am Rathaus wurden die amerikanische, britische und französische Flagge gehisst. Stadtkommandant wurde ein Oberstleutnant Wolter; Bürgermeister Dr. Berndl blieb vorläufig kommissarisch im Amt. Die Amerikaner zogen weiter und eroberten München am 30. April 1945. Die US-Armee wandte sich den Alpen zu und traf am 3. Mai am Brennerpass mit ihren Landsleuten zusammen, die von Süden her Oberitalien besetzt hatten. Am 8. Mai 1945 war der Zweite Weltkrieg offiziell zu Ende.

## 1945 bis 1999
Seit dem Zweiten Weltkrieg ist Memmingen eine prosperierende Stadt, deren Wirtschaftswachstum über dem bayerischen Durchschnitt liegt. Nach dem Zweiten Weltkrieg wurde im Stadtrat überlegt, ob der Stadtbach in der Altstadt abgedeckt werden sollte, wodurch ein Straßenring entstanden wäre, der die damalige Bundesstraße entlastet hätte. Zum Glück für die Stadt und den Fischertag wurde dieser Gedanke nach etwa vierjähriger Beratungszeit wieder verworfen. Das Ottobeurer Haus musste in den 1970er Jahren dem Maxi-Zentrum weichen. Im Jahre 1972 wurde in Memmingen zum ersten und bisher letzten Mal eine Bundesstraße als Fußgängerzone ausgewiesen.
1956 wurde der Ort Schauplatz des Sparkassen-Lehrfilms Der große Groschen.
Die Wallensteinfestspiele fanden erstmals 1980 statt. Ebenfalls in den 1980er Jahren rückte Memmingen durch den bundesweit größten Abtreibungsprozess gegen einen örtlichen Arzt noch einmal in den Blickpunkt der Öffentlichkeit (auch bekannt als der Kreuzzug von Memmingen). Ausgangspunkt dieser Prozesse war die Durchführung von Abtreibungen ohne die gesetzlich vorgeschriebene Beratung der Frauen. Der Arzt ignorierte dieses Gesetz und ließ die Frauen in dem Glauben, dass seine Beratung ausreiche. Unkenntnis und blindes Vertrauen führten so zu ungezählten Verurteilungen in den sogenannten Memminger Prozessen.
1993 wurde die Stadt zum Oberzentrum hochgestuft.

## 2000 bis heute
Im Jahr 2000 fand die Landesgartenschau in Memmingen statt. Aus einem bis dahin brachliegenden Bereich kurz vor der Altstadt wurde ein für Veranstaltungen genutzter Naherholungsbereich. Diese Landesgartenschau war bis dahin die erfolgreichste, was sich auch in der Bilanz niederschlug: Über 1,2 Millionen Besucher sorgten am Schluss für ein Plus in der Gesamtbilanz. Ein weiteres Großereignis gab es im Jahr 2000. Der damalige Bundespräsident Johannes Rau besuchte die Stadt anlässlich der 475-Jahr-Feier der Verkündigung der 12 Bauernartikel, wobei ein Festgottesdienst in St. Martin und ein Nachspielen der Verkündigung der Artikel auf dem Marktplatz das Festprogramm abrundeten.
2001 wurde der neue Bahnhof eingeweiht. Die Deutsche Bahn AG hatte dort eine neuartige Modulbauweise erprobt. Durch die doch relativ hohen Kosten, welche diese Bauweise erfordert, wird Memmingen wohl die einzige Stadt mit diesen Modulen bleiben.
2004 erhielt die Stadt den Bayerischen Qualitätspreis als wirtschaftsfreundlichste Gemeinde Bayerns.
Im Jahr 2005 verlieh die Stadt erstmals den Memminger Freiheitspreis von 1525. Überreicht hat diesen der damalige Bundestagspräsident Wolfgang Thierse an Gyula Horn. Dieser Preis soll in Zukunft unregelmäßig an bedeutende Personen, die sich um Freiheitsrechte verdient gemacht haben, verliehen werden. Ebenfalls in diesem Jahr fand deutschlandweit erstmals eine Blindenstadtführung statt. Hier wurden von vielen städtischen Gebäuden Miniaturausfertigungen für die blinden Menschen bereitgestellt, so dass auch sie sich vorstellen konnten, wie die Gebäude aussehen.

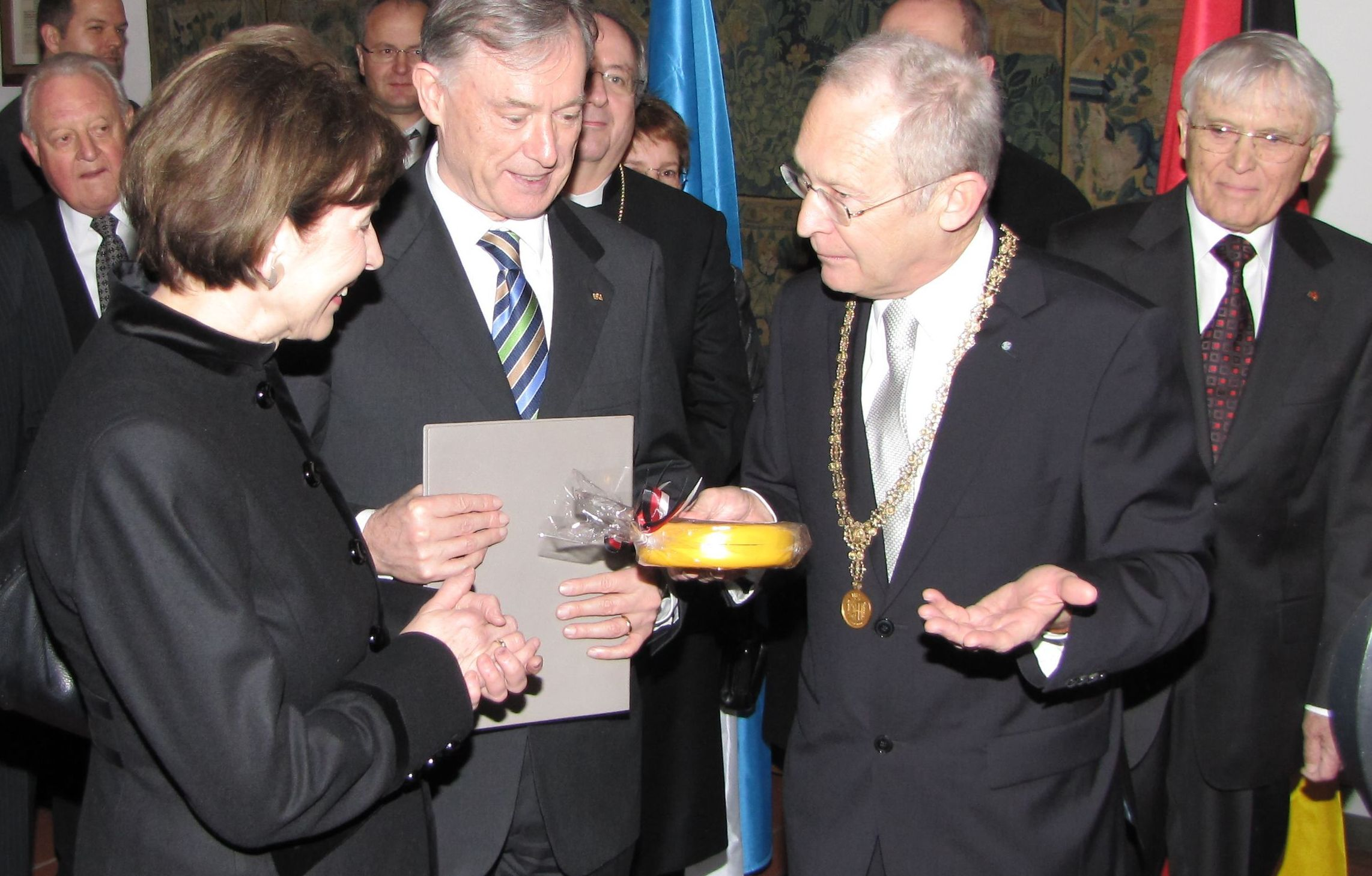
Horst und Eva Luise Köhler anlässlich der Verleihung des zweiten Memminger Freiheitspreises 1525 an Reiner Kunze (hinten rechts) am 20. März 2009 beim Empfang im Memminger Rathaus mit OB Ivo Holzinger.

2007 wurde die Umgestaltung der Maximilianstraße abgeschlossen, die sich wieder zu der Flaniermeile entwickelte, die sie früher war. Weitere Umgestaltungsmaßnahmen beschloss der Stadtrat beim Weinmarkt und dem Schrannenplatz. Ebenfalls 2007 startete der Linienflugverkehr auf dem Flughafen Memmingen, der zwar auf dem Gebiet der Gemeinde Memmingerberg liegt, jedoch für die Stadt von großer Bedeutung ist. Am 26. Juli 2007 wurde die neue Memminger Fußballarena feierlich eingeweiht. Für vier Millionen Euro war eine für die Bayernliga wohl einzigartige Sportinfrastruktur entstanden. Ebenfalls im Juli 2007 erhielt die Stadt den Stadtmarketingpreis Bayern in ihrer Kategorie. Außerdem beschloss der Stadtrat den Neubau der Staatlichen Realschule auf dem ehemaligen Schlachthof, die nach Entwürfen des Leipziger Architekturbüros Schulz und Schulz bis 2010 fertiggestellt wurde. Die städtische Realschule soll im gleichen Zug bis zum Schuljahresbeginn 2010 fertiggestellt sein. Im Februar 2008 wurde mit dem Umbau des Weinmarktes begonnen. Eine weitere große Baumaßnahme neigt sich dem Ende entgegen. Nachdem über 35 Jahre lang im Stadtrat diskutiert worden war, wurde der Architektenwettbewerb für ein neues kombiniertes Hallen- und Freibad auf dem Gelände des bisherigen Freibads (auch Stadtbad genannt) durchgeführt. Dieses Projekt wird derzeit von der städtischen Verwaltung bearbeitet. Baubeginn soll im Jahr 2009 sein. Am 26. April 2008 wurde in der Schlachthofstraße eine Fatih-Moschee (deutsch: Eroberer-Moschee) eröffnet. Das Jahr 2008 kann auch als Jahr der Umbauten beschrieben werden. So wurde der Weinmarkt umgestaltet und im Oktober der Bevölkerung übergeben. Am Schrannenplatz beginnen umfangreiche Umbauarbeiten, welche am 10. Oktober 2010 abgeschlossen werden sollen. Das ehemalige Elsbethenkloster, das Gebäude der Memminger Zeitung sowie drei historische Handwerkerhäuser in der Lindentorstraße fielen diesem Bauvorhaben zum Opfer und wurden durch ein großflächiges Bauwerk aus Beton, das größtenteils durch das Bekleidungsunternehmen C&A genutzt wird, ersetzt.
Am 20. März 2009 besuchte der Bundespräsident Horst Köhler zusammen mit seiner Frau Eva Luise Köhler die Stadt. Der Besuch fand anlässlich der Verleihung des zweiten Memminger Freiheitspreises 1525 statt, der am Vormittag in der St.-Martins-Kirche an den Preisträger Reiner Kunze verliehen wurde. Am 11. April 2009 wurde die Stadthymne Memmingen blüht auf dem Theaterplatz vorgestellt. Der Finanzierungsvertrag zwischen Deutschland und der Schweiz für die Elektrifizierung der Bahnstrecke Geltendorf–Memmingen–Lindau wurde am 17. April 2009 im Memminger Rathaus von Direktor des Schweizer Bundesamtes für Verkehr, Dr. Max Friedli und Klaus-Dieter Josel, DB Konzernbevollmächtigter für den Freistaat Bayern unterzeichnet. Am 14. August 2010 wurde Memmingen als Beispiel für die deutsche Bewältigung der Finanzkrise in der New York Times als Thema erwähnt. Der schwedische Möbelriese Ikea beabsichtigte am Autobahnkreuz ein Möbelhaus mit einem angrenzenden Einzelhandelszentrum zu bauen. Durch Diskussionen im Stadtrat und der Öffentlichkeit um die gleichzeitige Errichtung des Einzelhandelszentrums kam es zu Verzögerungen, jedoch beschloss der Stadtrat am 16. Dezember 2017 die entsprechende Änderung des Flächennutzungsplanes. Der Tod des Gründers Ingvar Kamprad hatte eine strategische Neuausrichtung des Unternehmens zur Folge, sodass das Möbelhaus wie andere in der Welt auch nicht realisiert wurde.